# Patellapis pulchrilucens
Patellapis pulchrilucens là một loài Hymenoptera trong họ Halictidae. Loài này được Cockerell mô tả khoa học năm 1943.